# James Teare
James Teare (6 de agosto de 1872 - 3 de dezembro de 1909) foi um oficial da marinha mercante manês que serviu como marinheiro e, mais tarde, como oficial em vários navios da Isle of Man Steam Packet Company. Teare é mais conhecido como o mestre do RMS Ellan Vannin em sua viagem de Ramsey, Ilha de Man a Liverpool, em 3 de dezembro de 1909.

## Vida e carreira
James Teare nasceu em Peel, Ilha de Man, em 6 de agosto de 1872 e foi criado em St German's Place. Ele começou sua carreira marítima ingressando na Isle of Man Steam Packet Company em 1891 como marinheiro, servindo no Mona's Isle e em vários outros navios da empresa.

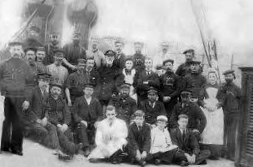
A tripulação do Mona's Isle (c. 1900). O oficial náutico James Teare pode ser visto sentado à extrema esquerda da fotografia.

Como sua carreira progrediu, serviu como imediato do capitão Hill no Snaefell e depois da demissão de Hill da empresa, ele ganhou seu primeiro comando sobre o Ellan Vannin, que ele assumiu em julho de 1904. Em seguida, assumiu o comando do Fenella em 1905 e do Douglas em maio de 1906. Ele então saiu da Isle of Man Steam Packet Company e seguiu uma carreira com uma linha de transporte internacional antes de retornar à Ilha de Man e se juntar à Steam Packet Company.
No verão de 1909, Teare estava no comando do King Orry. Após a temporada de verão, ele saiu de férias e, ao final do ano, retomou o comando do Ellan Vannin durante o serviço de inverno de um mês, que em dezembro de 1909 era o menor e mais antigo navio do Steam Packet Fleet.
Conhecido por ser um capitão cauteloso e diligente, além de abstêmico, James Teare era casado, tinha quatro filhos e morava na No 9 York Road, Douglas, Ilha de Man.

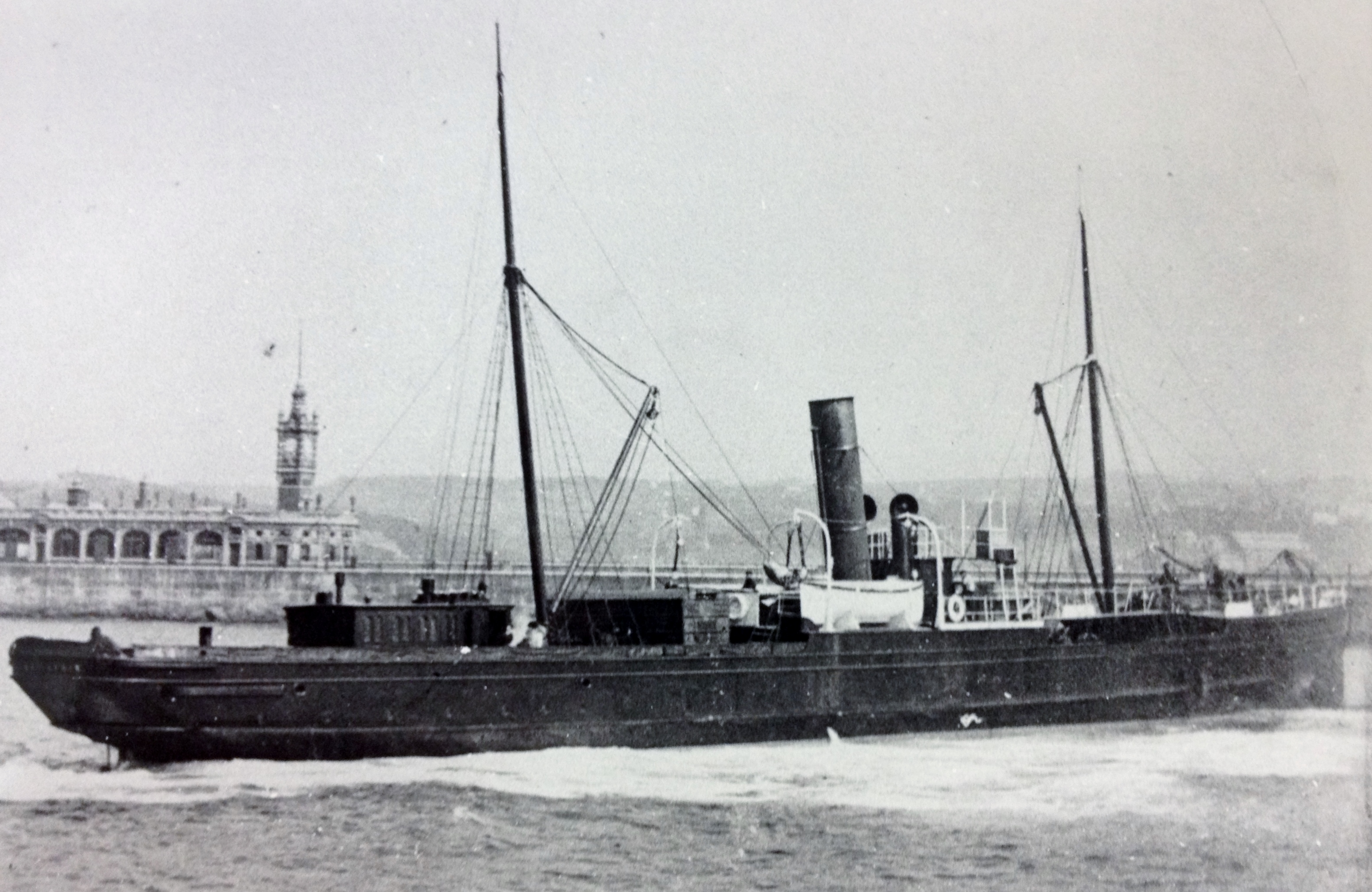
RMS Ellan Vannin fotografado partindo de Douglas.

## Desastre deEllan Vannin
Na sexta-feira, 3 de dezembro de 1909, Ellan Vannin deixou seu porto de origem em Ramsey às 01h13, sob o comando de Teare. Ellan Vannin transportava 15 passageiros e 21 tripulantes, além de correio e 60 toneladas de carga, incluindo aproximadamente 60 ovelhas. O clima na partida foi moderado e, embora a pressão barométrica estivesse caindo, Teare não esperava uma deterioração significativa do clima. A direção do vento na partida era do noroeste, o que significa que Ellan Vannin teria o mar na mesma direção durante sua passagem, algo que não teria causado ao mestre nenhuma preocupação em particular. No entanto, o clima piorou rapidamente e às 06h35, quando o navio chegou ao navio-farol Mersey Bar, o vento subiu para a Escala 12 de Furacão, e as ondas, segundo relatos, atingiram mais de 24 pés de altura.
Um forte consenso na época era que, com esse tipo de mar, Ellan Vannin havia feito um bom progresso no navio-farol Bar. Ao chegar no Bar, seu curso teria mudado de aproximadamente 130 graus para 80 graus, o que o distanciou da terra firme, levando-o ao naufrágio (um termo náutico para encher de água e afundar), entre o navio-farol Bar e a boia Q1 (em 53° 32′ 00″ N, 3° 17′ 00″ O). Acredita-se que ele tenha sido atacado por uma grande onda que atingiu o navio, ocasionando a perda de todos os passageiros e tripulantes.

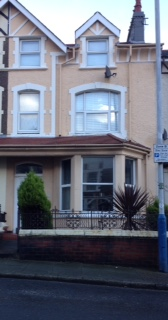
A casa de James Teare, York Road, Douglas, Ilha de Man.

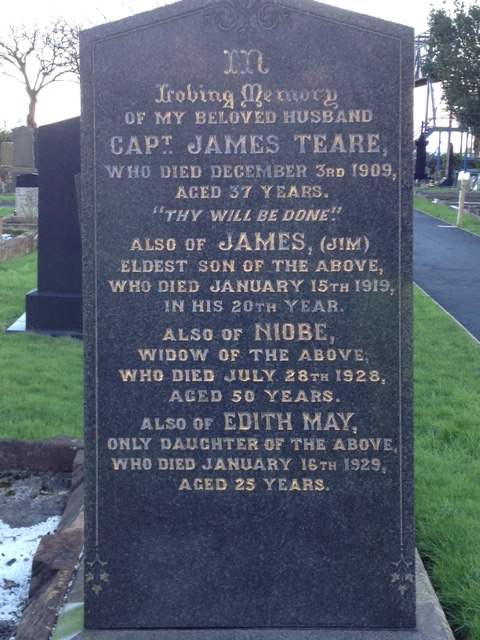
O túmulo de James Teare, no cemitério Douglas Borough, Douglas, Ilha de Man.

As notícias do desastre chegaram a Douglas na noite de sexta-feira e os diretores ficaram em sessão quase contínua até segunda-feira. A comunicação era por telegrafia e era difícil determinar as informações. Aproximadamente às 19h00, foi recebido um telegrama que informava que a tripulação do navio-farol Formby havia visto boias salva-vidas, sacos de nabos, várias ovelhas mortas e um piano flutuando perto do navio. Também foi relatado que a tripulação do navio-farol havia pego uma sacola de correio destinada aos Correios de Birkenhead e que continha cartas enviadas de Ramsey. Na manhã seguinte, os escritórios da empresa em Douglas receberam um telegrama de Liverpool informando que uma das baleeiras de Ellan Vannin havia sido vista em terra firme em New Brighton com a tampa e o equipamento de trabalho dentro. Também foram encontradas partes da ponte do navio.
Cinco dias depois que o navio afundou, os primeiros corpos foram recuperados. Na segunda-feira, 17 de janeiro de 1910, o corpo do capitão Teare foi encontrado em terra firme na praia de Ainsdale, em Southport com um inquérito sobre sua morte sendo realizado na quarta-feira, 19 de janeiro. No mesmo dia foi encontrado o corpo do primeiro oficial John Craine, também em terra firme. Ambos os corpos foram posteriormente devolvidos à Ilha de Man para enterro.

### Posteriormente

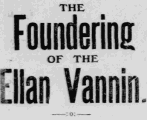
Manchete no Ramsey Courier, sábado, 10 de dezembro de 1909.

O inquérito da Junta Comercial concluiu que o capitão Teare não era o culpado pelo desastre e a causa era o clima extremo. O inquérito oficial refere-se às ondas de 24 pés de altura e declarou que o navio estava em boas condições para navegar.
Embora a Isle of Man Steam Packet Company tenha uma tradição de reutilizar nomes de navios, eles nunca reutilizaram o nome Ellan Vannin.
Uma música escrita por Hughie Jones, da The Spinners, comemora o desastre.